# Верхняя Васильевка
Верхняя Васильевка — посёлок в Кошкинском районе Самарской области в составе сельского поселения Русская Васильевка.

## География
Находится на расстоянии примерно 16 километров по прямой на восток-северо-восток от районного центра села Кошки.

## Население
Постоянное население составляло 13 человека (русские 100%) в 2002 году, 4 в 2010 году.